# Certhioidea
De superfamilie Certhioidea bestaat uit kleine zangvogels die zijn afgesplitst van de clade sylvioidea zoals in 1990 beschreven door Sibley & Ahlquist.
Deze superfamilie bevat in Europa bekende families en geslachten zoals de winterkoningen, de rotskruiper, de boomklevers de echte boomkruipers.
Deze onderling verschillende families worden binnen deze superfamilie in drie subclades ondergebracht. De hier gepresenteerde indeling is gebaseerd op het Tree of life-project en de familieindeling volgt die van de IOC.

## Families binnen deze clade
- Troglodytidae (Winterkoningen)
- Polioptilidae (Muggenvangers)
- Sittidae (Boomklevers)
- Tichodromidae (rotskruiper)
- Certhiidae (Echte boomkruipers)
- Salpornithidae (Gevlekte boomkruipers)

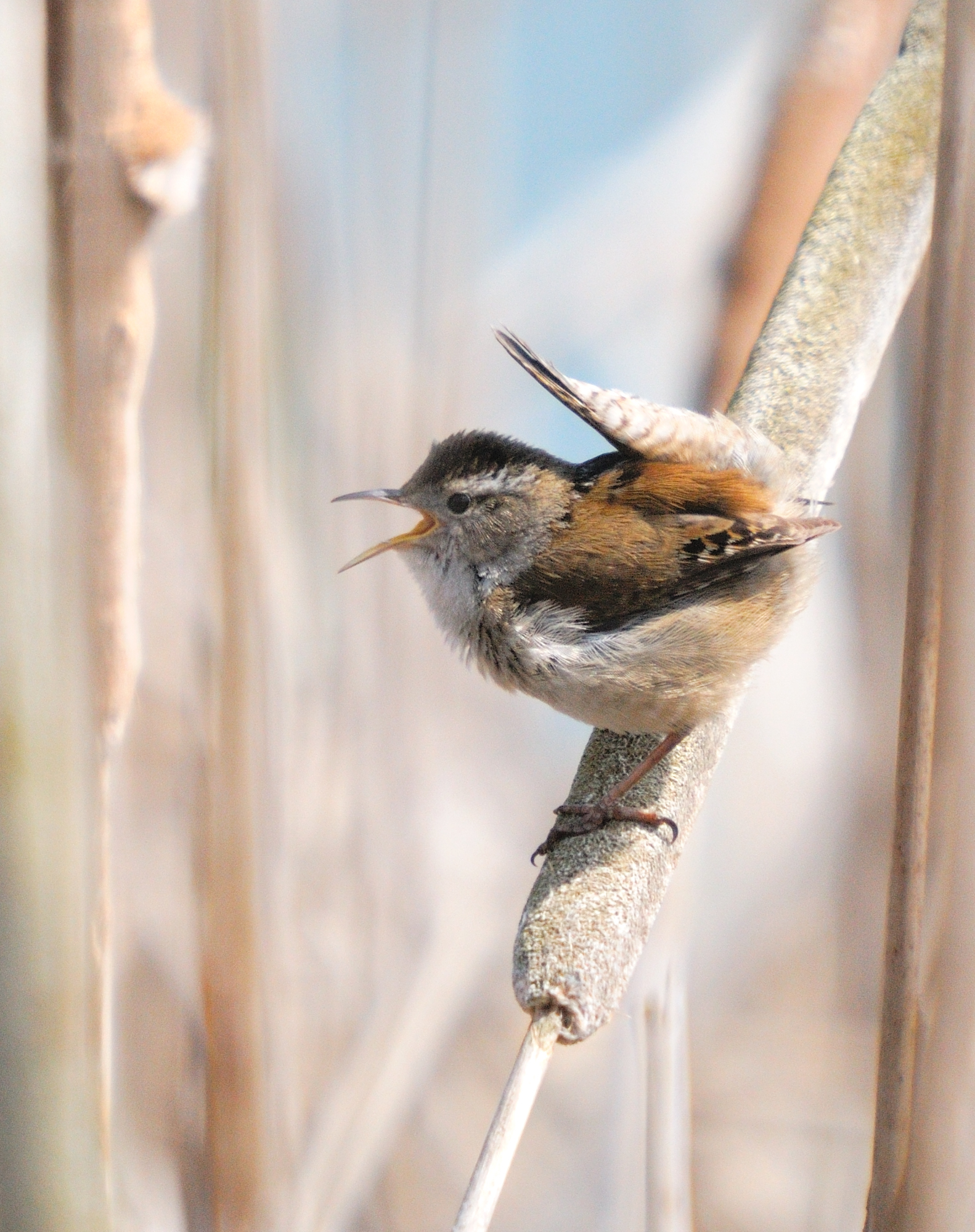
moeraswinterkoning (Cistothorus palustris)
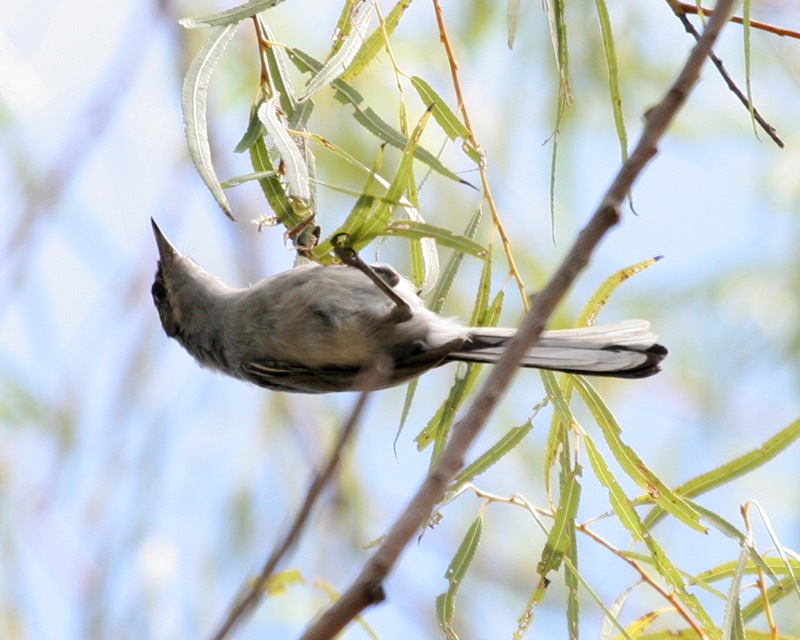
Polioptila dumicola
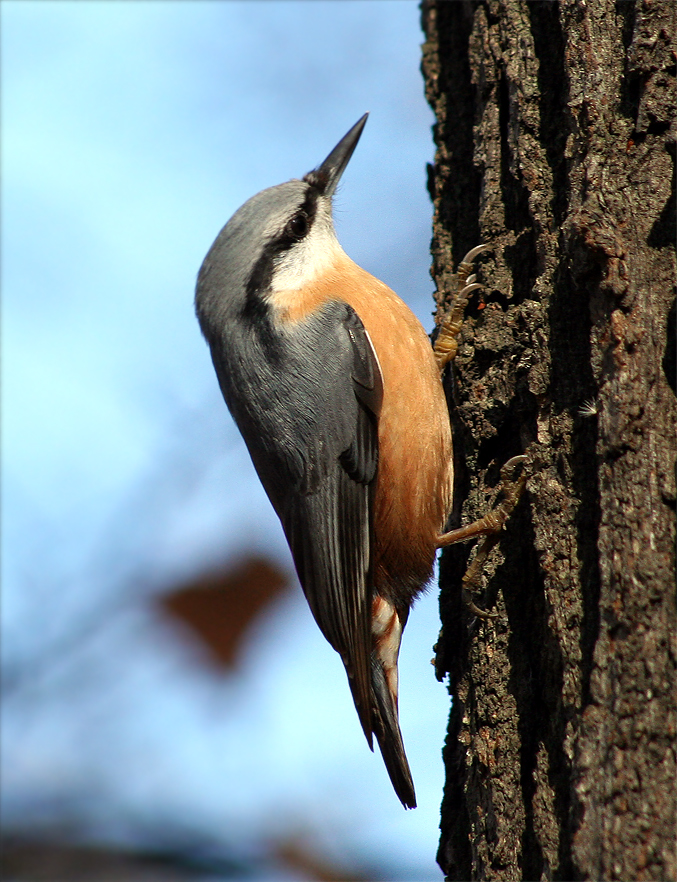
boomklever
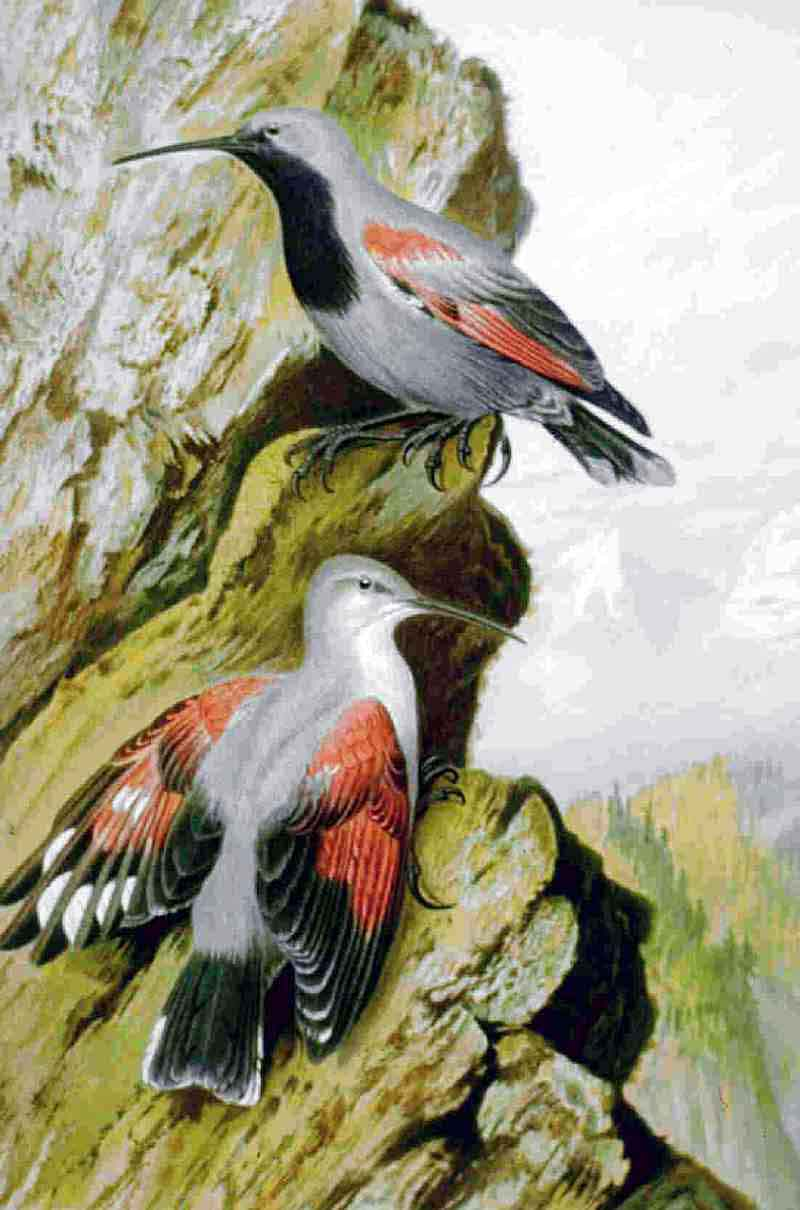
rotskruiper
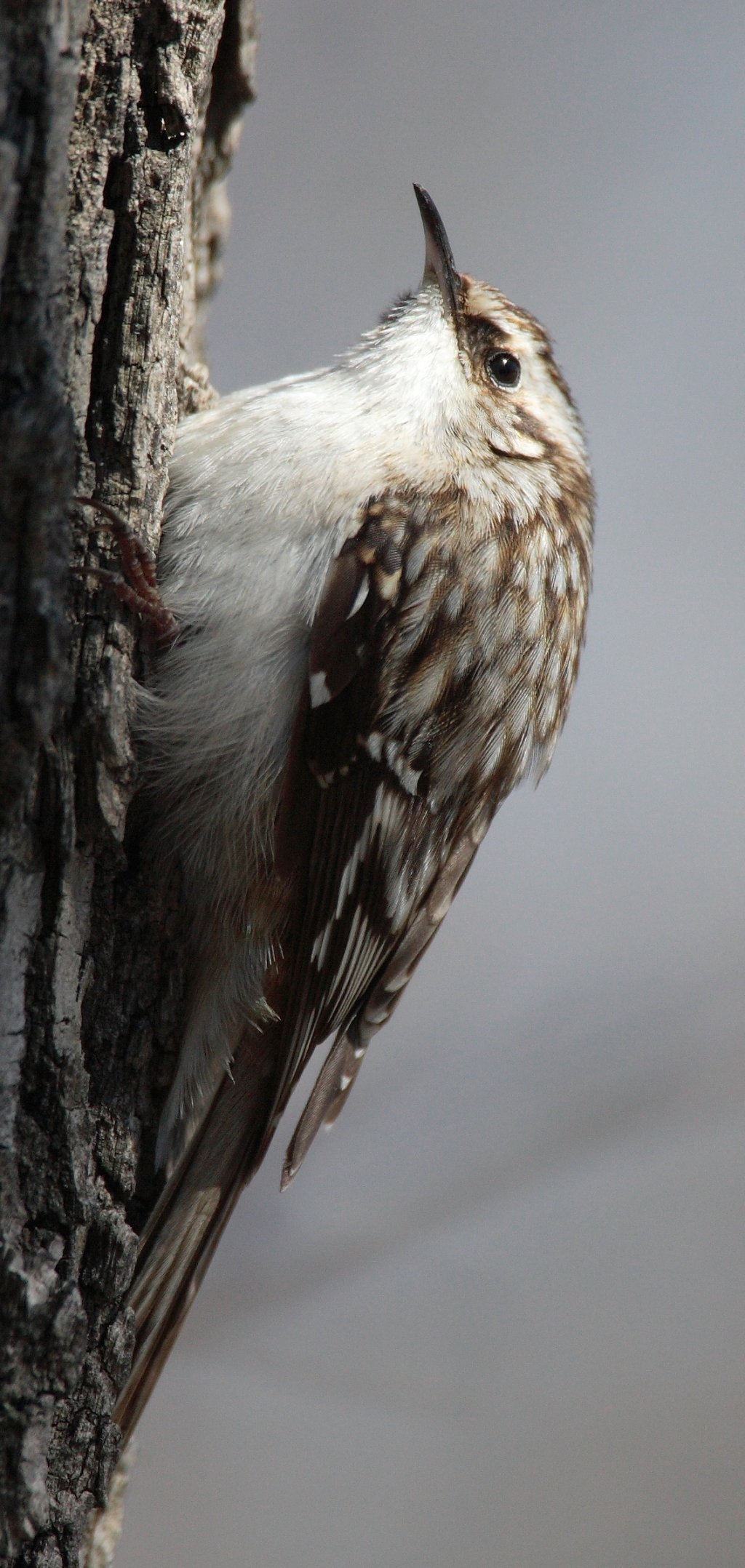
Amerikaanse boomkruiper (Certhia americana)